# Хӗрлӗ ҫыр
Хӗрлӗ ҫыр (хьрль с’ыр) — буквально значит «красный яр» — персонаж чувашской мифологии. Его представляют в качестве доброго духа, живущего на небесах, однако его образ из-за отсутствия связанных с ним поверьев и мифов остается неопределенным. По всей вероятности, он тоже является реликтом старого языческого мира. Его имя при жертвоприношениях упоминается всего один раз — в жертвоприношении пивом.

## Ссылка
- Хӗрлӗ ҫыр // gov.cap.ru